# Dolophones nasalis
Dolophones nasalis là một loài nhện trong họ Araneidae.
Loài này thuộc chi Dolophones. Dolophones nasalis được Arthur Gardiner Butler miêu tả năm 1876.